# يان أتكينسون
يان أتكينسون (بالإنجليزية: Ian Atkinson)‏ (19 ديسمبر 1932 في المملكة المتحدة - 1995) هو لاعب كرة قدم بريطاني في مركز مهاجم داخلي. لعب مع نادي إكزتر سيتي ونادي كارلايل يونايتد.